# Giuseppe Fontanelli
Giuseppe Fontanelli detto Castagnino (Siena, 16 marzo 1738 – ...) è stato un fantino italiano.
Vinse una volta il Palio di Siena su almeno nove partecipazioni.
Tuttavia, non esiste una documentazione completa che consenta di ricostruirne integralmente le presenze in Piazza del Campo.
Era genero di un altro fantino, Giuseppe Rabazzi detto Carnaccia, avendone sposato la figlia Teresa.

## Carriera
Il primo Palio di cui sia nota la partecipazione di Castagnino è la carriera del 2 luglio 1769, con il giubbetto del Bruco.
Il 16 agosto 1770, a dorso di un cavallo di sua proprietà, vinse, per la Chiocciola, il Palio di "ricorsa" indetto dall'Aquila per celebrare la propria vittoria il 2 luglio precedente. Una cronaca riporta che, prima della carriera, Castagnino fu andato a prendere dai chiocciolini allo "Spedale" di Santa Maria della Scala: non è noto se fosse stato dimesso dopo una degenza di più giorni o, più probabilmente, vi fosse stato condotto per un infortunio occorsogli durante le prove.
Al Palio del 2 luglio 1773 viene attestata nuovamente la partecipazione di Castagnino, stavolta con il giubbetto del Drago: insieme a Sorbino, portacolori della Chiocciola, fermò a nerbate Bastiancino, fantino della Tartuca, al fine di favorire la vittoria dell'Aquila con Nacche, come poi avvenne.
Il 2 luglio 1775 Castagnino, nella Tartuca, si confrontò nuovamente con Bastiancino, stavolta fantino della Giraffa. In una lotta che coinvolse anche il panterino Batticulo, Bastiancino cercò di mantenere il comando afferrando le briglie dei cavalli degli altri due fantini. Dietro al terzetto di testa, si formò una sorta di ingorgo, con le varie contrade impegnate ad ostacolarsi a vicenda: ne approfittò il Nicchio, con il giovanissimo Romeo all'esordio, che superò tutti dall'esterno e andò a vincere il Palio.
Castagnino è nuovamente riportato fra i fantini partecipanti al Palio del 2 luglio 1776, ancora per il Drago. Disputò quindi ambedue le carriere del 1777 (a luglio per la Selva, ad agosto per il Bruco) e del 1778 (a luglio per il Valdimontone, ad agosto per il Nicchio).

## Presenze al Palio di Siena
Le vittorie sono evidenziate ed indicate in neretto.
| Palio          | Contrada     | Cavallo                        | Note |
| -------------- | ------------ | ------------------------------ | ---- |
| 2 luglio 1769  | Bruco        | Baio di Bernardino Pocaterra   |      |
| 16 agosto 1770 | Chiocciola   | Morello di Giuseppe Fontanelli |      |
| 2 luglio 1773  | Drago        | Sauro di Sabatino Calamassi    |      |
| 2 luglio 1775  | Tartuca      | Morello di Giovanni Papi       |      |
| 2 luglio 1776  | Drago        | Baio di Giovanni Casini        |      |
| 16 agosto 1777 | Selva        | Sauro di Antonio Pocaterra     |      |
| 2 luglio 1777  | Bruco        | Morello di Angelo Gambassi     |      |
| 17 agosto 1778 | Valdimontone | Grigio di Gaetano Pignotti     |      |
| 2 luglio 1778  | Nicchio      | Sauro di Lodovico Dei          |      |